# 中国驻莫桑比克大使列表
本列表为中華人民共和國驻莫桑比克历任大使名录。

## 历任中国驻莫桑比克大使

### 中华人民共和国驻莫桑比克大使（1975年至今）
1975年6月25日，中华人民共和国与莫桑比克建交。
| 姓名   | 任命           | 任命           | 到任           | 递交国书       | 免职           | 免职           | 离任          | 外交衔级 | 外交职务     | 备注     |
| 姓名   | 全国人大常委会 | 主席           | 到任           | 递交国书       | 全国人大常委会 | 主席           | 离任          | 外交衔级 | 外交职务     | 备注     |
| ------ | -------------- | -------------- | -------------- | -------------- | -------------- | -------------- | ------------- | -------- | ------------ | -------- |
| 赵源   | 不適用         | 不適用         | 1975年6月8日   |                | 不適用         | 不適用         | 1975年6月23日 | 参赞     | 临时代办     | 筹备开馆 |
| 林中   | 1976年12月2日  | 不適用         | 1975年6月23日  | 1975年6月28日  | 1977年10月24日 | 不適用         | 1977年1月21日 | 大使     | 特命全权大使 |          |
| 杨守正 | 1977年10月24日 | 不適用         | 1977年10月28日 | 1977年11月26日 | 1979年11月29日 | 不適用         | 1980年1月     | 大使     | 特命全权大使 |          |
| 王锦川 | 1981年3月6日   | 不適用         | 1981年6月      | 1981年6月23日  | 1982年11月19日 | 不適用         | 1982年8月     | 大使     | 特命全权大使 |          |
| 王浩   | 1982年11月19日 | 不適用         | 1982年12月     | 1982年12月20日 | 1985年9月6日   | 1986年8月28日  | 1986年8月     | 大使     | 特命全权大使 |          |
| 张宝生 | 1985年9月6日   | 1986年8月28日  | 1986年9月      | 1986年9月27日  | 1989年2月21日  | 1989年6月27日  | 1989年4月     | 大使     | 特命全权大使 |          |
| 肖思晋 | 1989年2月21日  | 1989年6月27日  | 1989年7月      | 1989年7月21日  | 1993年7月2日   | 1993年9月3日   | 1993年8月     | 大使     | 特命全权大使 |          |
| 宓世衡 | 1993年7月2日   | 1993年9月3日   | 1993年9月      | 1993年9月15日  | 1996年8月29日  | 1996年12月18日 | 1996年11月    | 大使     | 特命全权大使 |          |
| 邵关福 | 1996年8月29日  | 1996年12月18日 | 1996年12月     | 1996年12月18日 | 2000年4月29日  | 2000年8月25日  | 2000年7月     | 大使     | 特命全权大使 |          |
| 陈笃庆 | 2000年4月29日  | 2000年8月25日  | 2000年9月      | 2000年9月13日  | 2003年8月27日  | 2004年10月14日 | 2004年3月     | 大使     | 特命全权大使 |          |
| 洪虹   | 2003年8月27日  | 2004年10月14日 | 2004年4月      | 2004年4月21日  | 2006年6月29日  | 2007年3月30日  | 2007年2月     | 大使     | 特命全权大使 |          |
| 田广凤 | 2006年6月29日  | 2007年3月30日  | 2007年3月17日  | 2007年3月22日  | 2010年2月26日  | 2010年8月6日   | 2010年7月17日 | 大使     | 特命全权大使 |          |
| 黄松甫 | 2010年2月26日  | 2010年8月6日   | 2010年8月2日   | 2010年8月25日  | 2012年8月31日  | 2012年12月25日 | 2012年12月    | 大使     | 特命全权大使 |          |
| 李春华 | 2012年8月31日  | 2012年12月25日 | 2012年12月16日 | 2013年2月14日  | 2014年12月28日 | 2015年8月13日  | 2015年7月     | 大使     | 特命全权大使 |          |
| 苏健   | 2014年12月28日 | 2015年8月13日  | 2015年7月15日  | 2015年9月10日  | 2019年8月26日  | 2020年9月2日   | 2020年2月     | 大使     | 特命全权大使 |          |
| 王贺军 | 2019年12月28日 | 2020年9月2日   | 2020年8月22日  | 2020年10月21日 |                | 2025年7月11日  | 2025年5月5日  | 大使     | 特命全权大使 |          |
| 郑璇   |                | 2025年7月11日  | 2025年5月13日  | 2025年6月11日  | 现任           |                |               | 大使     | 特命全权大使 |          |